# 삼성중공업
삼성중공업(三星重工業)은 대한민국의 기업으로, 삼성그룹의 계열사이다. 조선해양과 관련된 선박, 해양플랜트 제조, 건설업체이다. 본사는 대한민국 경기도 성남시 분당구 판교로227번길 23 (삼평동), 핵심인 조선소는 경상남도 거제시 장평3로 80 (장평동)에 있다
세계 최초로 양방향 쇄빙유조선을 건조하였다. 영국 클락슨이 발표한 자료에 따르면, 2013년 3월 말을 기준으로 삼성중공업의 수주 잔량은 세계 2위이다.

## 연혁
- 1974년 8월 5일: 삼성중공업 설립됨
- 1977년 4월: '삼성조선' 설립
- 1977년 5월: '대성중공업' 인수
- 1983년 10월 19일: 중공업3사 (삼성중공업, 삼성조선, 대성중공업) '삼성중공업'으로 통합
- 1999년: ‘쉐르빌’이란 상표의 '주상복합 아파트 출시(대한민국에서 아파트 브랜드의 개념이 도입된 최초의 사례)'
- 2009년: 미국 씨엘로사와 '2.5MW급 풍력발전기 3기를 2011년까지 텍사스주에 설치하는 내용의 투자의향서(LOI)를 체결'[2]

## 제품
- 2015년 3월: 21,100TEU급 세계 최대 컨테이너선 수주
- 2015년 1월: 1,000번째 선박 인도
- 2012년 7월: 세계 최대 해상풍력발전기 설치선 건조
- 2009년 11월: 세계 최초 친환경 LNG 재기화 선박(SRV) 건조
- 2008년 12월: 세계 최대 컨테이너선 건조
- 2008년 7월: 현존 세계 최대 크기 LNG선 건조
- 2007년 12월: 세계 최초 쇄빙유조선 건조
- 2007년 11월: 세계 최초 극지용 드릴십 건조

상선
- 유조선
- 컨테이너선
- 벌크선
- 광탄운반선
- LNG선
- LPG선
- 자동차 운반선
- 화학제품 운반선
- 정유 운반선
- 여객선

해양 플랜트
- 해상 원유 및 천연가스 개발용 고정식 플랫폼
- 시추선(RIG)
- FPSO/FPU
- FLNG
- 화학 플랜트
- 해수처리 플랜트
- 발전설비 등 육상 플랜트
- 하역설비 등 산업설비
- 강교, 철골 등 철 구조물

## 경쟁사
- 현대중공업
- 한화오션

## 같이 보기
- 대한민국의 경제
- 삼성중공업 럭비단